# 比勒费尔德大学
比勒费尔德大学（德語：Universität Bielefeld）是德国北萊茵-西伐利亞比勒费尔德的一所国立大学，成立于1969年。

## 校友
- 姚立明，中華民國政治人物、學者。